# Абаев, Шамиль Бекмурзаевич
Шами́ль Бекмурза́евич (Бекмарзаевич) Аба́ев (осет. Ӕбати Бекмурзӕй фурт Самели; род. в 1878 году в селении Христиановское, ныне селение Дигора Дигорского района Северной Осетии — умер 8 ноября 1940 года в Владикавказе) — осетинский советский поэт и революционер.

## Биография
В 1889 году окончил сельскую школу. В 1900—1905 годах работал в своём селении приказчиком по приёму кукурузы.
Свою активную революционную деятельностью начинает с 1904 года и принимает участие в революционных событиях Северной Осетии в 1905—1907 годах.
С 1910 по 1917 год работал учителем в школах Северной Осетии.
В 1917 году Шамиль Абаев становится организатором подпольной большевистской организации «Кермен» в своём родном селе Христиановское и вступает в Коммунистическую партию.
В 1919 году на подпольной партийной конференции был избран председателем окружкома осетинской организации РКП(б). После установления Советской власти в Северной Осетии занимал различные политические должности.
В 1935 году был создан Республиканский институт усовершенствования учителей (РИУУ) и Шамиль Абаев был назначен его первым руководителем.
В 1938 году репрессирован.
8 ноября 1940 года Шамиль Бекмурзаевич Абаев скончался в Владикавказе.
Его правовая реабилитация состоялась в 1956 году, в партийная лишь в 1991 году.
Во Владикавказе сохранился дом, в котором Абаев занимался своим творчеством (пр. Мира, 21)

## Творчество
Первые произведения Шамиля Абаева появились в печати в 1907 году в газете «Ног цард», но свою творческую деятельность свои первые стихи он написал 1902. До установления Советской власти в Северной Осетии творчество поэта носило явный революционный характер. Так же им написаны стихи, посвящённые памяти Коста Хетагурова, Блашка Гуржибекова, творчество которых он высоко ценил. Абаев написал 2 рассказа «Темурковы» («Темурухътæ» и «Канцау» («Хъанцау») и перевёл на осетинский язык популярную пролетарскую песню «Варшавянка» (опубликована в газете «Кермен», 1920, № 15). Помимо этого к дореволюционному периоду творчества Абаева относятся сохранившиеся рукописи драматической трилогии, посвящённой революционным событиям в Осетии, происходивших с 1905 по 1907 год. Пьесы ставились на любительской сцене.
После революции Шамиль Абаев пишет стихи о Ленине, Марксе, 1 мае и т. д.